# Calafia Airlines
Calafia Airlines, S.A. de C.V. fue una línea aérea regional mexicana fundada en 1992, es la primera línea de taxi aéreo de Los Cabos, que tiene como base principal el Aeródromo Internacional de Cabo San Lucas, Baja California Sur, México. Cuenta con equipos Embraer 145 y Embraer EMB 120 Brasilia. Realiza vuelos regulares a destinos de la Península de Baja California y la costa del Pacífico mexicano, además de vuelos chárteres, tours, carga, paquetería y vuelos especiales.

## Historia
La fundación de Aéreo Calafia data de 1992, año en el que inició operaciones. La compañía se estableció en Cabo San Lucas, Baja California Sur brindando servicios de Aerotaxi, chárter y vuelos turísticos de corto alcance. La empresa contaba entonces con dos pequeñas aeronaves tipo Cessna C206, y un Cessna Caravan propiedad de sus fundadores, con capacidades de 5 y 12 pasajeros respectivamente. Actualmente cuentan con aviones Embraer EMB 120 Brasilia y Embraer ERJ 145 de 36 y 50 pasajeros cada uno.
En 1995, la compañía incrementó sus operaciones e incursionó en la organización de tours para los visitantes de la zona de Los Cabos. Aéreo Calafia fue la primera aerolínea regional que ofertó tours para el avistamiento de la ballena gris, que en los meses de invierno, arriba a costas mexicanas en diversas regiones geográficas del estado de Baja California y el Mar de Cortés. De igual forma se adicionaron exitosamente, tours hacia zonas como la Laguna De San Ignacio, la Sierra Tarahumara, las Misiones de Loreto, el Parque Marino De Cabo Pulmo y La Paz. Desde entonces la empresa ha mantenido estas características particulares, que han hecho de Aéreo Calafia diferenciarse de otras aerolíneas.
La aerolínea se ha convertido en una aerolínea regional mexicana expandiéndose así en flota, destinos y rutas, además de llegar a nuevas ciudades en los últimos años como a Chihuahua, Guadalajara, Tijuana, Mexicali, León, y Monterrey para conectar al golfo de México con el océano Pacífico,teniendo un gran crecimiento desde su creación en la década de los 90's como empresa de servios de taxi aéreo.
El principal mercado de la aerolínea se encuentra en la península de Baja California al noroeste de México, y su principal competidor es TAR otra aerolínea regional.
En 2016 cambió su nombre a Calafia Airlines con próximas nuevas rutas en México.
En 2017 anunció rutas del Pacífico al Golfo y lanzó la ruta Guadalajara-Puebla-Tuxtla-Palenque-Cancún.

## Destinos
La aerolínea ofrece servicio a 5 ciudades mexicanas a través de diversas rutas:
| Centro de conexión |
| Destino estacional |
| Próximo destino    |
| Destino finalizado |

## Flota
La flota de Calafia Airlines tiene edad promedio de 25.3 años a noviembre de 2024 y consta de las siguientes aeronaves:

### Flota histórica
- Cessna 208 Caravan
- Cessna 210 Centurion
- Cessna 182 Skylane
- Embraer EMB-120ER
- Piper PA-31 Navajo

## Accidentes e incidentes
- El 5 de noviembre de 2007 una aeronave Cessna 208-B Grand Caravan con matrícula XA-UBC que cubría el vuelo 126 de Aero Calafia entre el Aeropuerto de Culiacán y el Aeropuerto de Cabo San Lucas perdió altura incontrolablemente durante su aproximación a este último impactando en un campo cerca del aeropuerto y quedando la aeronave volcada. los 13 pasajeros y el piloto sobrevivieron.[3]

- El 14 de septiembre de 2014 dos aeronaves Cessna 208-B Grand Caravan con matrículas XA-HVB y XA-TWN de Calafia Airlines que se encontraban aparcadas en el Aeropuerto Internacional de Los Cabos fueron severamente dañadas tras el paso del Huracán Odile. La primera fue dañada por escombros mientras que la segunda estaba volteada "de cabeza".[4][5]

- El 12 de agosto de 2018 una aeronave Embraer ERJ-145-EP con matrícula XA-UVX que se disponía a operar el vuelo 711 de Calafia Airlines entre el Aeropuerto Internacional de Loreto y el Aeropuerto Internacional de La Paz sufrió un sobrecalentamiento de motor durante la fase de encendido, generando humo en los motores por lo que se tuvo que evacuar a todos los ocupantes. El cuerpo de bomberos del aeropuerto controló la situación. no hubo lesionados.[6]

- El 24 de diciembre de 2019 una aeronave Cessna 208B Grand Caravan con matrícula XA-TWN que operaba el vuelo 872 de Calafia Airlines entre el Aeropuerto de Hermosillo y el Aeropuerto de Guerrero Negro, perdió comunicación con los centros de control aéreo, por lo que se inició una búsqueda con ayuda de la Fuerza Aérea Mexicana, la Armada de México y los gobiernos estatales de Sonora y Baja California Sur, confirmándose dos días después que la aeronave se había estrellado a 45 NM de Hermosillo. En dicho accidente murieron el piloto de la aeronave y el único pasajero a bordo.[7][8][9][10]